# HMS Clyde (N12)
«Клайд» (N12) (англ. HMS Clyde (N12) — військовий корабель, підводний човен типу «Рівер» Королівського військово-морського флоту Великої Британії часів Другої світової війни.

## Історія створення
«Клайд» був закладений 15 травня 1933 року на верфі компанії Vickers-Armstrongs, Барроу-ін-Фернесс. 12 квітня 1935 року увійшов до складу Королівських ВМС Великої Британії.